# Bailemos (tango)
«Bailemos» es un tango cuya letra pertenece a Reinaldo Yiso  en tanto que la música es de Pascual Mamone. Se trata de un tango clásico que al aparecer se difundió rápidamente en la radio y en las calles y se convirtió en un éxito total, que aún perdura. Fue grabado por primera vez por Alberto Morán acompañado por la orquesta de Armando Cupo, que por entonces integraba Mamone, el 14 de abril de 1955 para el sello Pampa y, posteriormente, por otros artistas.

## Los autores
Reinaldo Yiso (Buenos Aires, Argentina, 6 de abril de 1915 – ídem, 16 de diciembre de 1978) fue un letrista de vasta producción dedicado al género del  tango.Fue un autor prolífico que tiene registradas a su nombre en SADAIC 433 obras. 
Algunos de sus otros tangos muy difundidos fueron Un infierno,  Un regalo de reyes, Cómo le digo a la vieja, Una carta para Italia, Un tango para mi vieja, El tango es una historia, Estas cosas de la vida, La mascota del barrio, Un tormento , El clavelito y un Vals para mamá. También compuso diversos valses peruanos, entre otros, He visto llorar a Dios, Errante vagabundo y Desagradecida.
Con un particular estilo de poeta de barrio, sus letras eran descriptivas, con versos sencillos y sin utilizar metáforas, resumen emociones y pasiones comunes a la sensibilidad del porteño si bien, a diferencia de Discépolo o Manzi, carece de una mirada poética coherente acerca de la vida y el destino. 
Pascual Mamone, (Buenos Aires, Argentina, 22 de abril de 1921 – ídem, 15 de septiembre de 2012), que tenía el apodo de Cholo, fue un bandoneonista, director de orquesta, compositor y arreglista dedicado al género de tango.

## Historia
Después de estar diez años con Osvaldo Pugliese, Alberto Morán (Remo Recagno), ese gran cantor que cuando actuaba se atornillaba al micrófono como abrazándolo y que atraía a las mujeres milongueras que gritaban y suspiraban, se había embarcado en la aventura de solista, acompañado por la orquesta de Armando Cupo y convocó a Pascual Mamome, que le había arreglado ´´Y volvemos a querernos´´, de Luciano Leocata y Abel Aznar, cuando estaba con Pugliese, en su doble papel de bandoneonista y arreglador.
Una madrugada, Mamone después de trabajar fue a Plaza Once para tomar el tren hacia el barrio de Liniers, donde vivía y en la estación se encuentra con Reinaldo Yiso, que ya había escrito algunas letras de tango y además era presentador de Osvaldo Pugliese. Viajaron juntos y Mamome le cuenta a su amigo que esa noche en la milonga había visto  una pareja que bailaban con un gran sentimiento reflejado en sus rostros y en sus gestos y que, terminado su romance, se estaban despidiendo,  lagrimeando ambos ante el final. Tanto se impresionó Yiso que al despedirse le dijo: "Cholo, ¡Eso es el tango! ¡Eso es un tango! Mañana me pongo a escribir la letra y te la paso sin falta antes que se te enfríe la historia".
Pocos días después le pasó la letra terminada, Mamone la musicalizó, Morán la estrenó y grabó con la orquesta de Armando Cupo en 1955 y fue un gran éxito. Al año siguiente, el 17 de septiembre de 1956, lo grabó para el sello Odeon la orquesta de José Basso con la voz de Floreal Ruiz, siendo ambas de las mejores versiones de la pieza.
Más adelante, los mismos autores hicieron Cuando no te tenga más, otro tango de las mismas características al que realzó Morán en la ejecución, ya que era de su cuerda sentimental.

## Valoración
Señala Adet:

El tango arranca: “No llores, no muchacha, la gente está mirando, bailemos este tango, el tango del adiós”. Con precisión y sobriedad en el manejo de las emociones, su calidad reside en las imágenes y, sobre todo, en lo que se omite, que es uno de sus mayores logros: está claro que la pareja está condenada a separarse, pero el autor no dice porqué, dejando que la imaginación del oyente llene ese vacío.

## Grabaciones
Entre otras grabaciones de Bailemos se encuentran las siguientes:
- Carlos Di Sarli con la voz de Mario Pomar el 15 de julio de 1955 para RCA Victor.
- Osvaldo Pugliese con la voz de Adrián Guida.
- Libertad Lamarque.
- Alberto Morán con la orquesta de Armando Cupo
- Floreal Ruiz con la orquesta de José Basso el 17 de septiembre de 1956 para Odeon.
- Norma Ferrer con la orquesta Pascual Mamone en 1994 para el sello  Almalí.